# Heywood Gould
Heywood Gould (New York, 19 dicembre 1942) è un regista e sceneggiatore statunitense.

## Biografia
Debutta nel mondo dello spettacolo nel 1969, come autore della sceneggiatura di tre episodi della serie televisiva N.Y.P.D.. Nel 1978, è, tra l'altro, lo sceneggiatore del fortunato thriller I ragazzi venuti dal Brasile, diretto dal Premio Oscar Franklin J. Schaffner, per il quale l'anno successivo viene candidato al Saturn Award per la miglior sceneggiatura. Alcuni anni dopo, lavora nella serie televisiva Un giustiziere a New York distinguendosi sia come sceneggiatore che come produttore.
Nel 1988, progetta e collabora come sceneggiatore nel film Cocktail, diretto da Roger Donaldson e interpretato da Tom Cruise ed Elisabeth Shue. Il lavoro gli valse un Razzie Award per la peggior sceneggiatura.
Il suo debutto alla regia risale al 1991 nel film La giustizia di un uomo, da lui scritto e diretto. Altri film da lui scritti e diretti sono Il verdetto della paura (1994), Mistrial (1996) e Double Bang (2001), suo ultimo lavoro.
È l'autore del romanzo Fort Apache the Bronx da cui è stato ricavato l'omonimo film con Paul Newman, distribuito nell'edizione italiana con il titolo Bronx 41º distretto di polizia.